# Corso Matteotti (Reggio Calabria)
Il corso Giacomo Matteotti, comunemente noto come via Marina Alta, è un'importante arteria del centro storico di Reggio Calabria. La via è uno dei quattro assi viari che costituiscono il lungomare della città e sulla quale hanno affaccio i palazzi novecenteschi che formano il waterfront cittadino. Si sviluppa subito a monte del lungomare Matteotti, da piazza Indipendenza (lato nord) alla villa comunale (lato sud), per circa 1700 metri.

## Storia

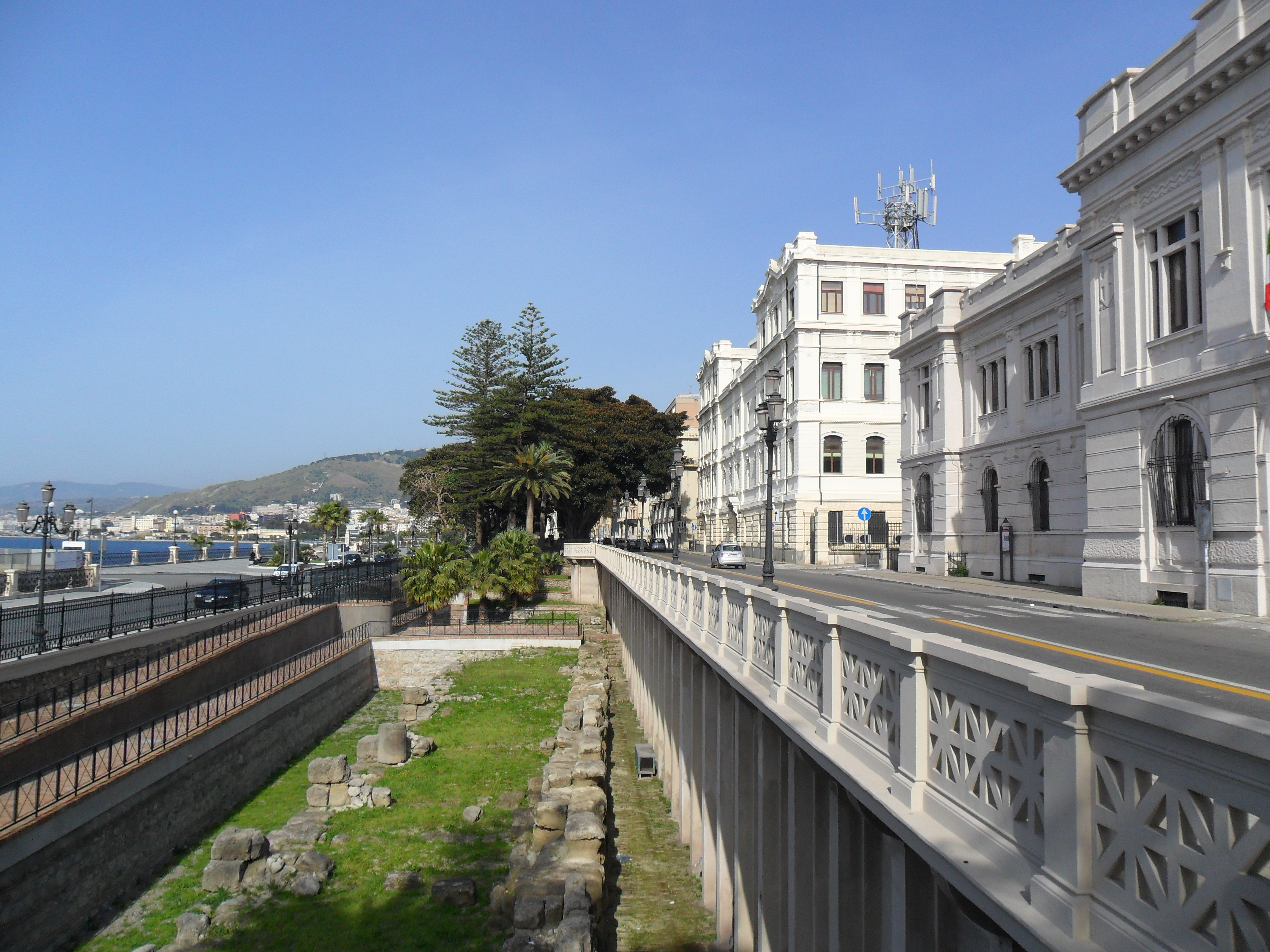
Scorcio del corso Matteotti e delle mura greche

L'attuale impianto urbanistico e architettonico del corso nasce dopo il terremoto del 1908. L'assessore ai lavori pubblici on. Giuseppe Valentino - poi sindaco della ricostruzione - incaricò l'ingegnere Pietro De Nava di redigere il progetto del nuovo piano regolatore della città, che includeva la sistemazione dell'affaccio a mare cittadino.
Venne così ricostruito il nuovo Lungomare Falcomatà di Reggio molto più ampio del precedente, che era conseguente al piano di ricostruzione redatto dall'ingegnere Giovan Battista Mori dopo il catastrofico terremoto del 1783, grazie alle tre zone di cui è costituito:
1. il corso Vittorio Emanuele III (via marina alta), con i suoi edifici prevalentemente in stile liberty;
2. la striscia botanica, con specie vegetali da ogni parte del mondo e che separa le due arterie;
3. il lungomare Falcomatà (via marina bassa) con l'affaccio sul panorama dello Stretto di Messina.

## Monumenti e palazzi storici

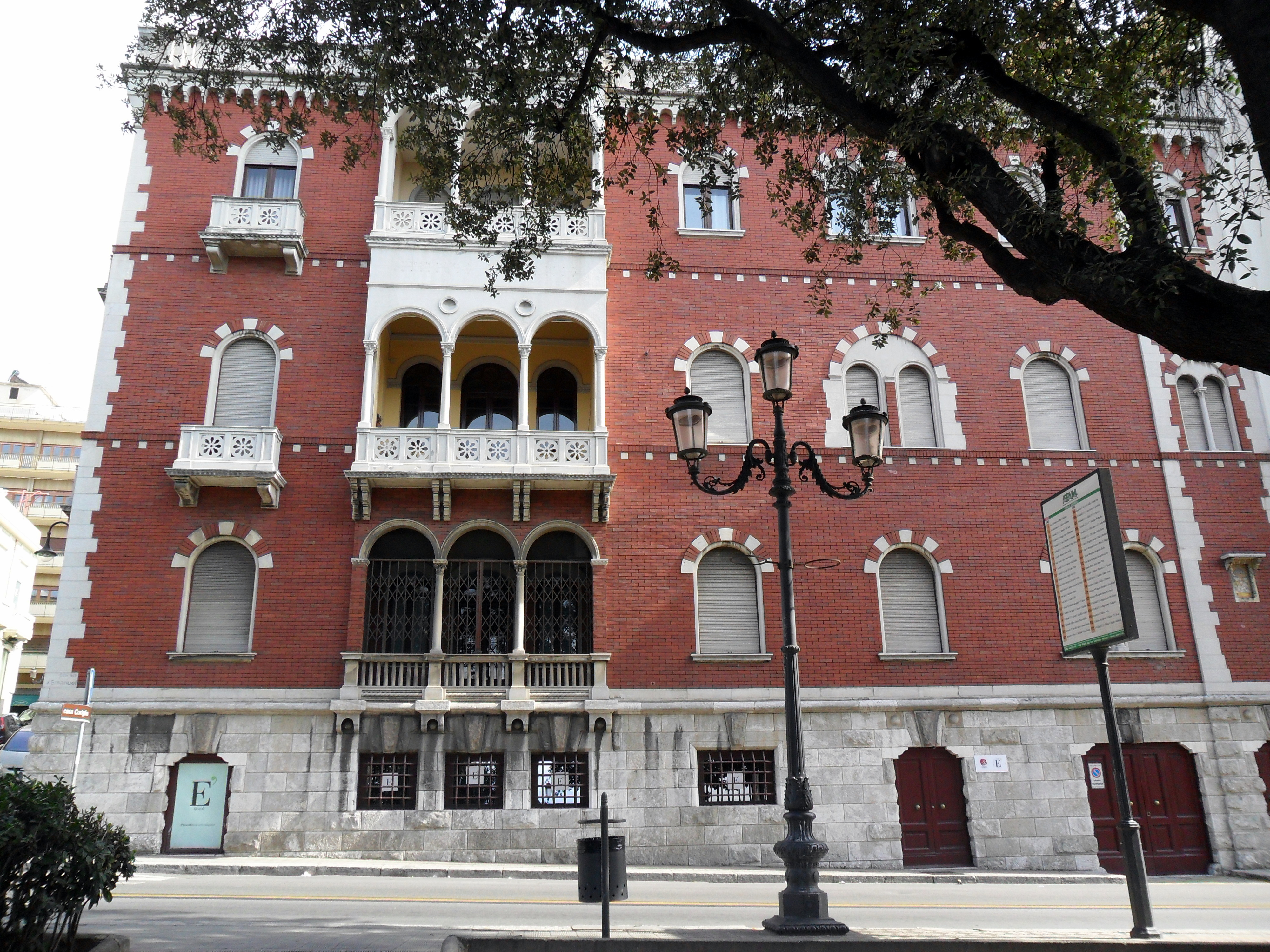
Palazzo Romeo Retez, in stile liberty-rinascimentale

Due, in particolare, sono i monumenti che lo caratterizzano:
- Monumento ai caduti:

Si trova di fronte al Palazzo del Governo. Opera di Francesco Jerace, fu inaugurato nel 1924 alla presenza di Vittorio Emanuele III. La Vittoria alata in bronzo dorato è poggiata sopra una colonna rostrata. Nel basamento, a simboleggiare i caduti di tutte le guerre, due sculture in bronzo raffigurano un antico guerriero bruzio e un fante della Guerra del 1915 –1918.

Ai lati dell'altissima colonna sono posti quattro bracieri di bronzo.
Stele a Ibico: la stele in travertino, opera dello scultore Michele Guerrisi, poggia sui resti di una tomba di epoca ellenistica. Sul davanti, riporta l'immagine di Erato e sul retro, alcuni versi del poeta, che cantano l'eterna Primavera della città.
Sul corso hanno affaccio tutta una serie di edifici in stile Liberty, Neoclassico, Rinascimentale e Veneziano progettati da architetti e ingegneri del primo novecento, autori di altre realizzazioni nazionali dell'epoca. Tra essi: Palazzo Barbera; Palazzo Romeo Retez; Palazzo De Blasio; Ex Hotel Centralino; Palazzo Fiaccadori; Villa Genoese Zerbi; Palazzo Spinelli; Palazzo Giuffrè; Albergo Miramare; Palazzo Guarna; Palazzo Spanò Bolani; Palazzo Poste e Telegrafi; Palazzo Zani; Istituto Piria-Ferraris-Da Empoli plesso Piria; Palazzo del Bufalo; Palazzo Pellicano.

## Galleria d'immagini

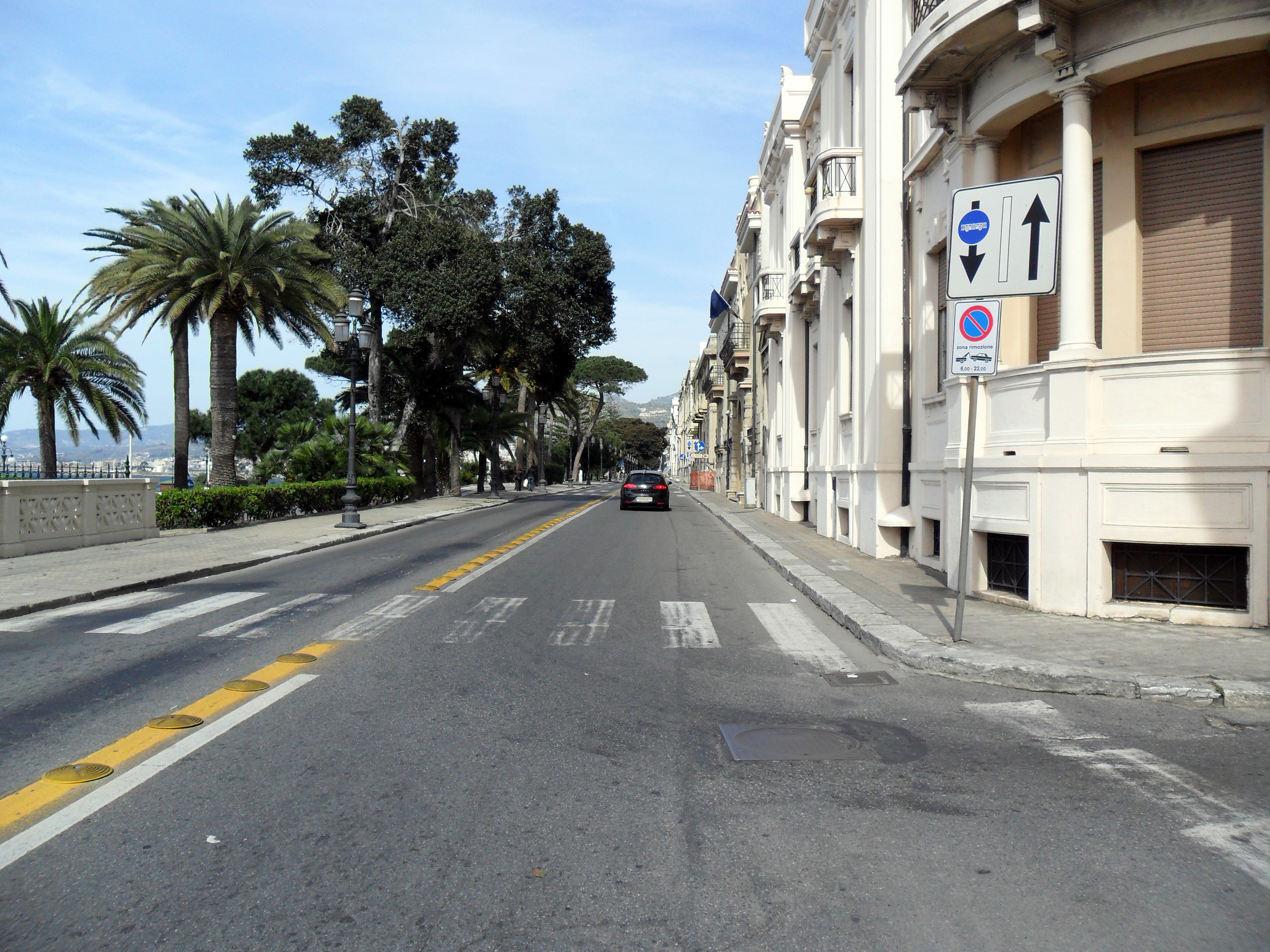
scorcio del corso.
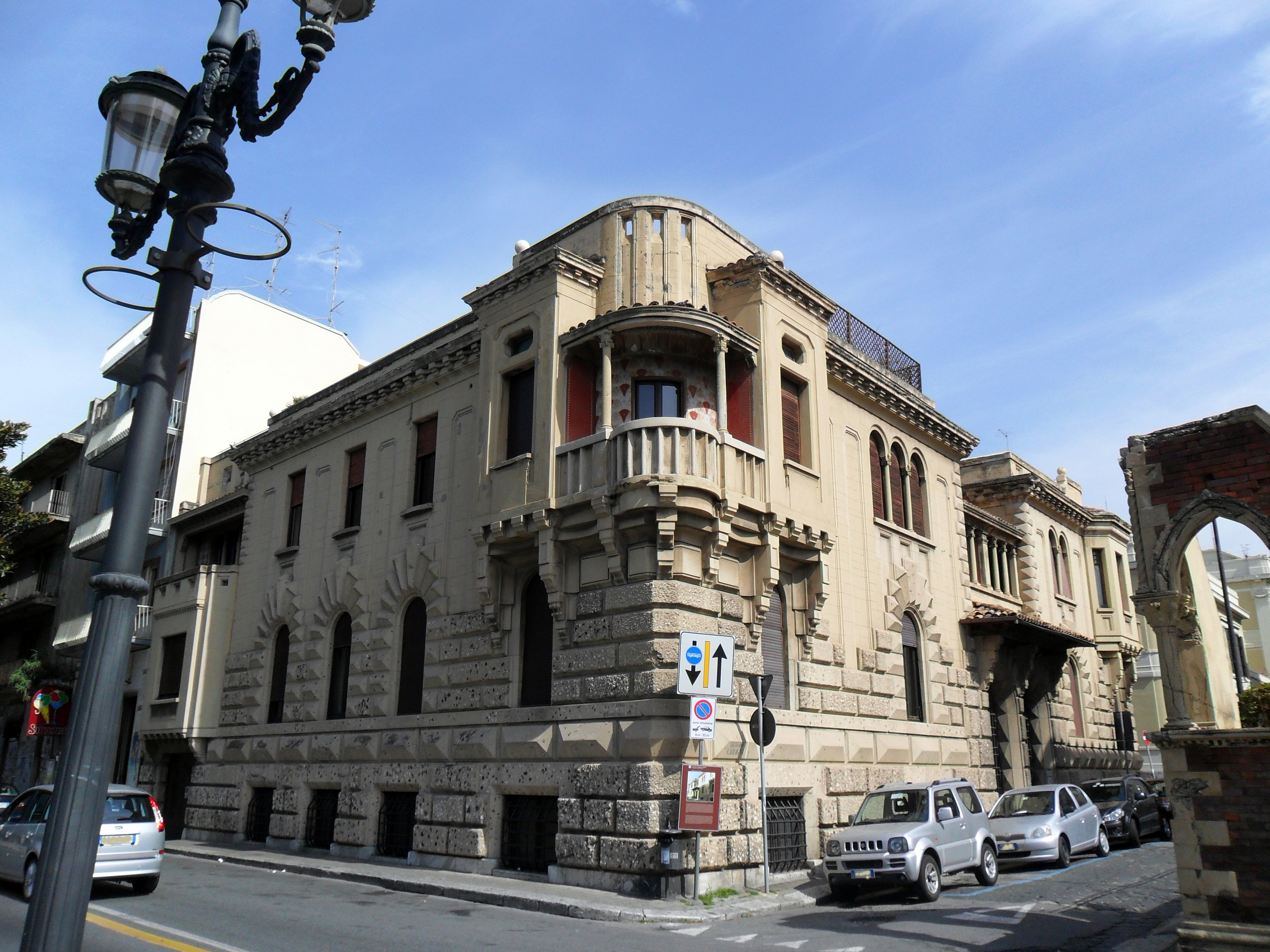
Palazzo Fiaccadori.
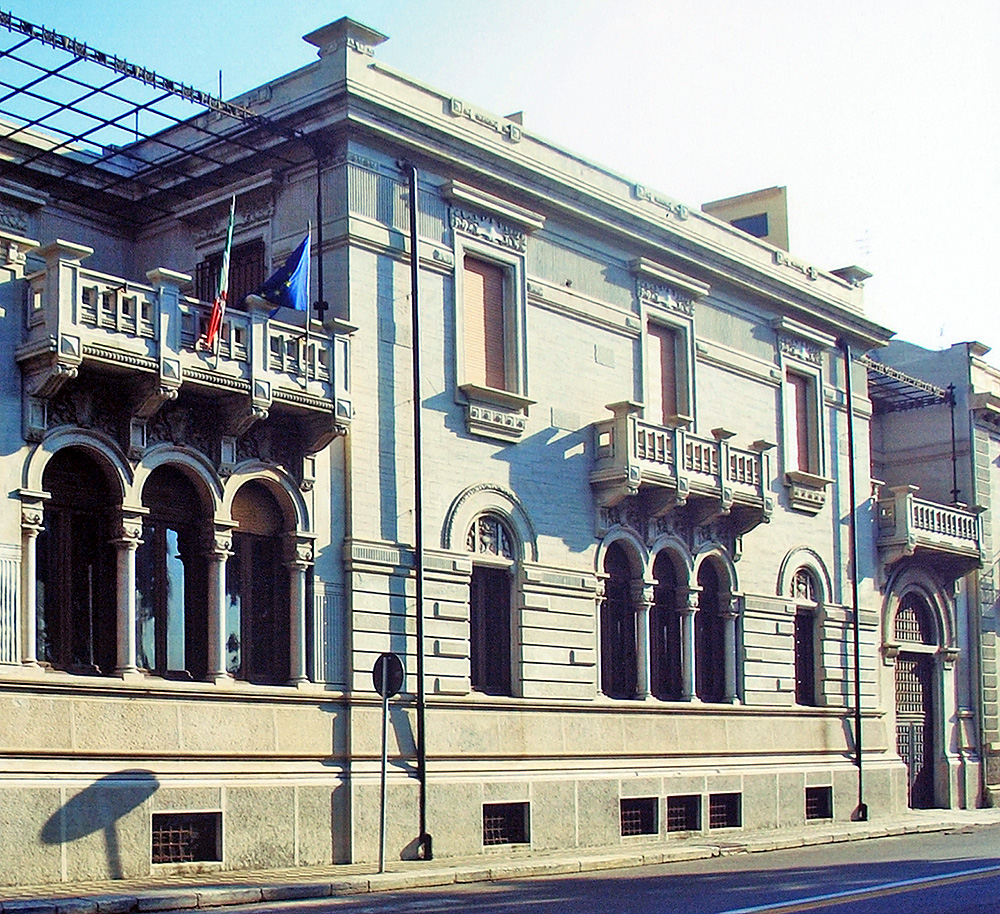
Palazzo Spinelli.
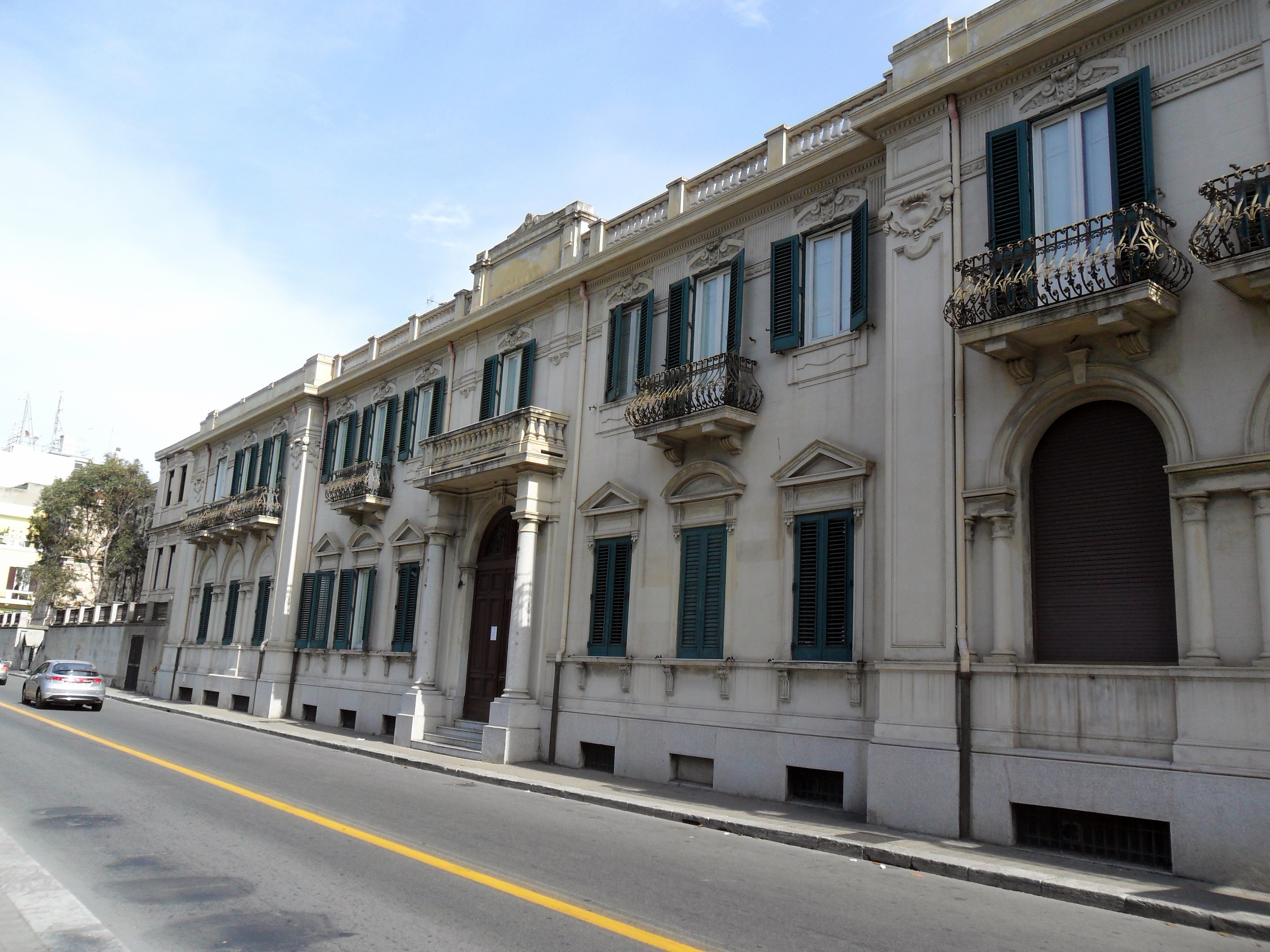
Palazzo Hotel Centralino.
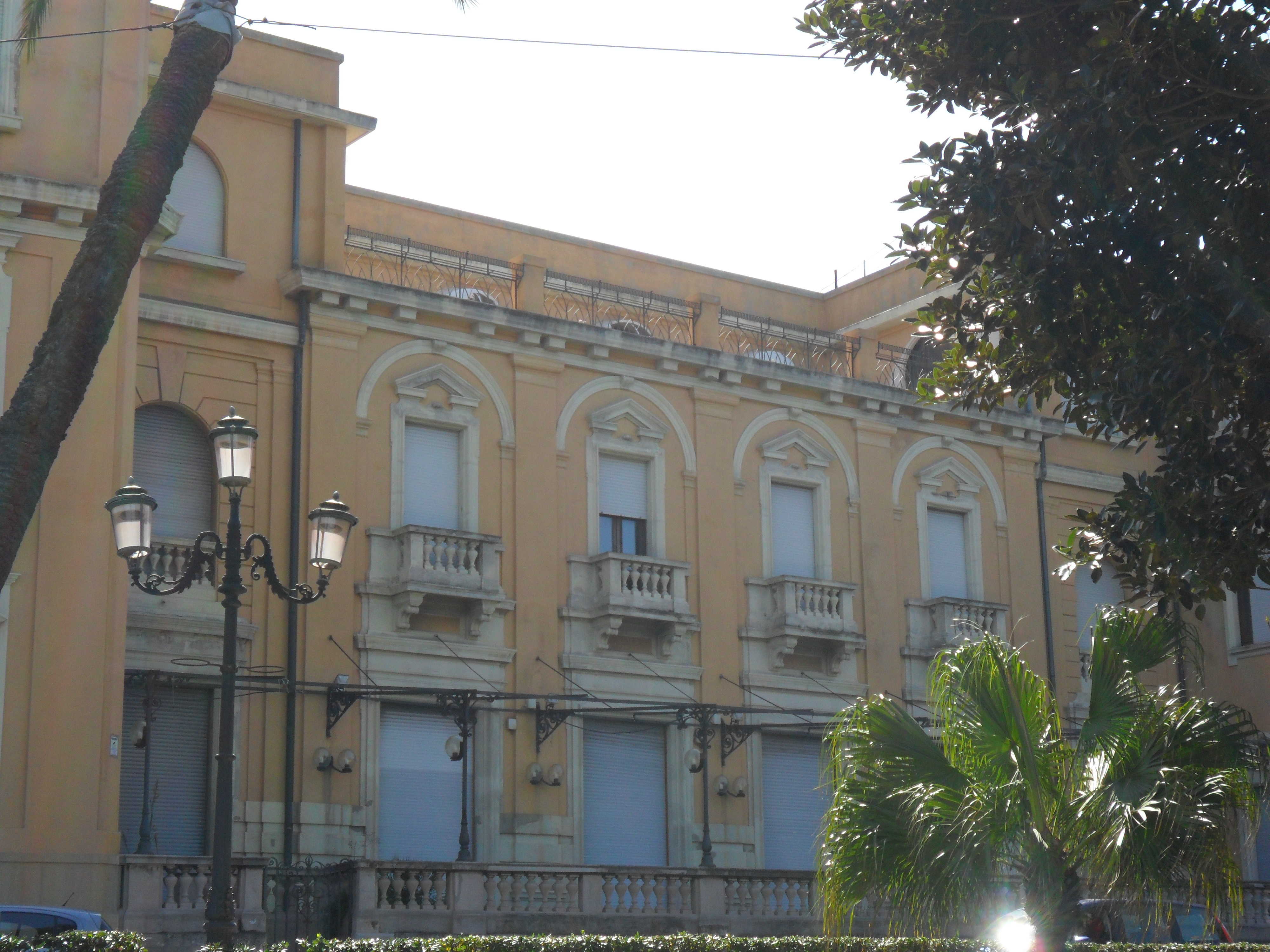
Albergo Miramare.
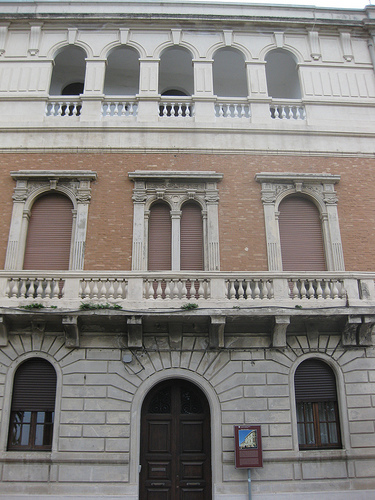
Palazzo Spanò Bolani.
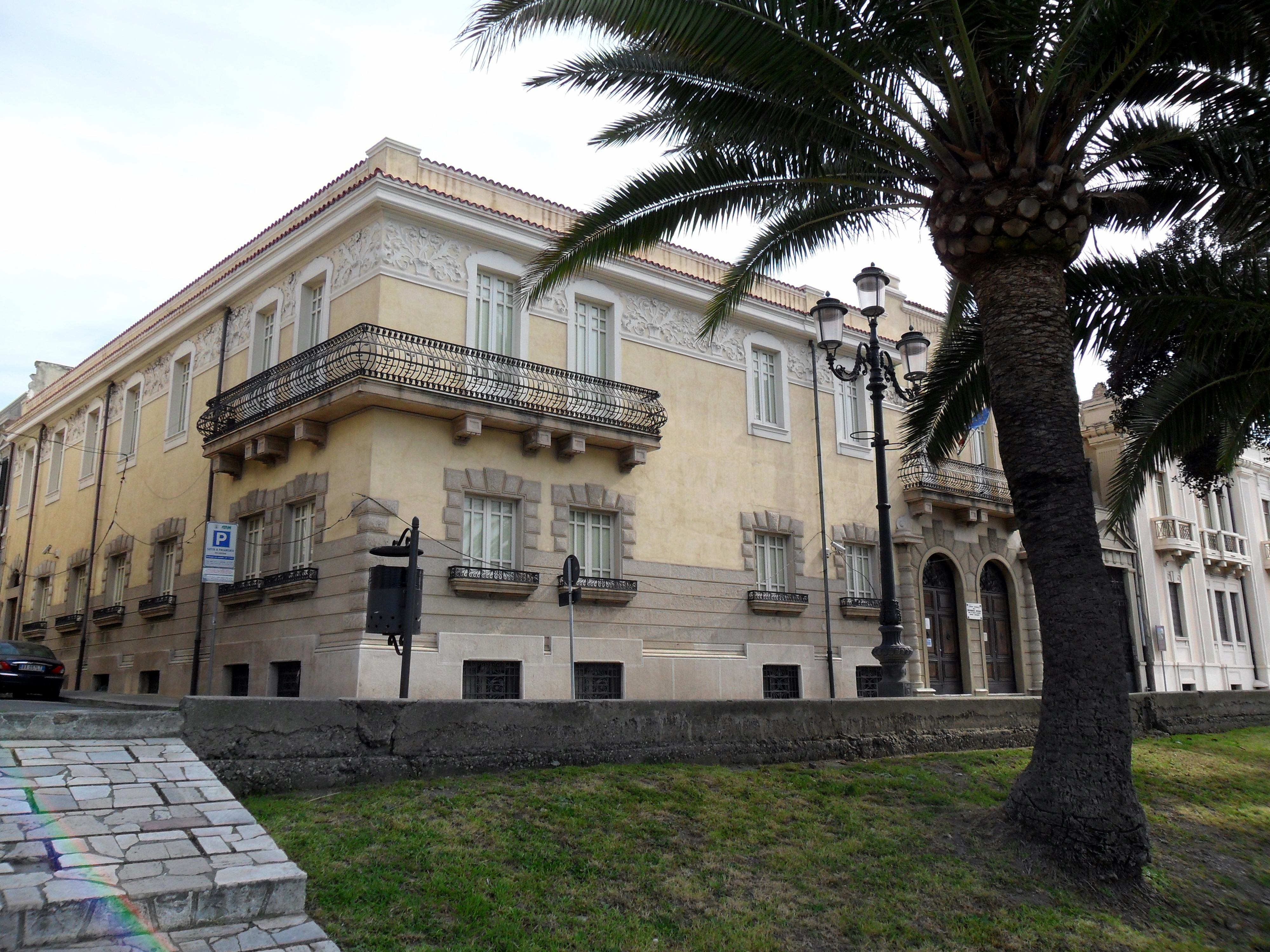
Palazzo del Bufalo.